# Agrostis mexicana
Agrostis mexicana é uma espécie de gramínea do gênero Agrostis, pertencente à família Poaceae.